# 新西班牙總督轄區
新西班牙總督轄區（西班牙語： IPA：[birei̯ˈnato ðe ˈnweβa esˈpaɲa]），是西班牙帝国管理北美洲和菲律宾的殖民地总督辖地，首府位於墨西哥城。新西班牙總督的管轄範圍包含今墨西哥、中美洲（除巴拿馬）、美國加利福尼亚州、內華達州、猶他州、科羅拉多州、亞利桑那州、新墨西哥州、得克萨斯州、今日加拿大英屬哥倫比亞的西南部，加上瓜地馬拉都督府（包括今日的瓜地馬拉、墨西哥恰帕斯州、貝里斯、哥斯大黎加、薩爾瓦多、宏都拉斯、尼加拉瓜）和古巴都督府（包含今日的古巴、墨西哥恰帕斯州、貝里斯、多明尼加、千里達及托巴哥、波多黎各和瓜地洛普），以及亚洲的菲律賓都督府（包含今日的菲律賓、關島、加羅林群島、馬里亞納群島、西屬艾爾摩莎和德那第蘇丹國）。
中國明代傳教士艾儒略所著《職方外紀》稱為「新以西把尼亞」。
1535年後，殖民地開始由新西班牙總督實行君權統治，總督由西班牙國王指派。首府設在墨西哥城。
新西班牙的領土有些被其他歐洲強權奪取，有些獨立建國，而其核心區域則一直在西班牙統治下，直到1821年獨立成墨西哥第一帝國，該帝國解體後成為今日的墨西哥和中美洲。新西班牙的行政區劃高度在地化，其分區以氣候、地形、原住民人口密度進行劃分。墨西哥中部與南部原住民人口密度高，擁有複雜的社會、政治和經濟組織。墨西哥北部的原住民則是游牧或半游牧民族，本來無法發展成密集人口的社會。然而1540年代於薩卡特卡斯發現了銀礦後，開始湧入更多的定居人口。銀礦不只是新西班牙的經濟命脈，同時也是西班牙快速致富的關鍵，改變了全球經濟。新西班牙是菲律賓貿易在新世界的終點站，使得該地成為西班牙新世界帝國與亞洲帝國之間的重要連接點。

## 新西班牙王國與西班牙王位之間的關係
1521年，西班牙人征服了阿茲特克帝國後，建立了新西班牙王國這個新世界王國。由於伊莎貝拉一世資助了美洲的探險活動，因此新西班牙國王的頭銜屬於西班牙君主。雖然新西班牙為西班牙的附屬地，然而名義上並非殖民地而是一個「王國」，其王位附屬在西班牙王位之下。君主在海外領地中有至高無上的權力。
國王並不僅僅擁有統治權，還擁有所有權：對於美洲領地中的一切財產，國王擁有絕對的所有權；政治上則是獨攬大權的統治者。一切的特權、職位﹑經濟政治或宗教都是由國王掌控。
新西班牙總督轄區1535年在新西班牙王國中建立。是西班牙第一個擁有的總督轄區，也是18世紀波旁改革前僅有的兩個總督轄區之一。

## 歷史
在1521年之前，西班牙尚未征服阿茲特克帝國時，西班牙人在加勒比海群島及其周邊地區進行的探險和拓荒，在政治上、戰略上、或甚至經濟上都不具重要性。然而西班牙人於這些在加勒比地區先行的探險、征服、拓墾和直轄統治，不但頗具成效，且深遠影響著周邊地區，例如墨西哥和秘魯。 西班牙人所控制的中部美洲當地社會，比起他們在加勒比地區所遇見的社會更加複雜且富裕。對卡斯蒂利亞王權而言，既是重要的機會也是潛在的威脅，因為征服者不受王權約束，而獨自行動。這些中美洲當地社會提供了如同埃爾南·科爾特斯這樣的征服者自治的基礎，甚至從王權中獨立出來。
因此西班牙國王查理一世於1524年設立了印度議會，以皇家直轄的權力負責監督與確保王權在新世界的利益。

## 行政區劃
- 墨西哥王國

1795年的新西班牙版圖

- 新加利西亞王國（Nueva Galicia）

1819年與美國簽訂《亞當斯-奧尼斯條約》後的新西班牙北部

- 新維斯蓋亞（Nueva Vizcaya）
- 新萊昂王國
- 聖多明哥都督府
- 菲律賓都督府
- 波多黎各都督府
- 古巴都督府
- 瓜地馬拉都督府
- 猶加敦都督府

### 引用
1. ↑  Haring (1947)
2. ↑  Altman，Cline & Pescador (2003)
3. ↑  Haring (1947), pp. 7, 105
4. ↑  Liss (1975), p. 33
5. 1 2  Haring (1947), p. 7
6. ↑  Lockhart & Schwartz (1983), pp. 61-85

### 历史书目
- Hanke, Lewis. Do the Americas Have a Common History?  A Critique of the Bolton Theory (1964)
- Hurtado, Albert L. "Bolton and Turner: The Borderlands and American Exceptionalism." Western Historical Quarterly 44#1 (2013): 4-20. online （页面存档备份，存于）
- Hurtado, Albert L. Herbert Eugene Bolton: Historian of the American Borderlands (University of California Press; 2012) 360 pages
- Van Young, Eric. . Eric Van Young  (编). . Center for U.S.-Mexican Studies, UCSD. 1992.
- Weber, David. J. (编). . New York, NY: Garland Publishers. 1991.

## 延伸阅读
- Altman, Ida and James Lockhart, eds. The Provinces of Early Mexico (UCLA Latin American Center 1976)
- Altman, Ida, Sarah Cline, and Javier Pescador, The Early History of Greater Mexico (Pearson 2003)
- Bakewell, P.J. A History of Latin America (Oxford U.P., 1997)
- Bethell, Leslie, ed. The Cambridge History of Latin America (Vols. 1–2. Cambridge UP, 1984)
- Cañeque, Alejandro. "The Political and Institutional History of Colonial Spanish America" History Compass (April 2013) 114 pp 280–291, DOI: 10.1111/hic3.12043
- Collier, Simon. From Cortes to Castro: An Introduction to the History of Latin America, 1492–1973 (1974)
- Gibson, Charles. The Aztecs Under Spanish Rule: A History of the Indians of the Valley of Mexico, 1519-1810. (Stanford University Press 1964).
- Lockhart, James. The Nahuas After the Conquest (Stanford University Press)
- Muldoon, James. The Americas in The Spanish World Order (1994)
- Parry, J.H. The Spanish Seaborne Empire (1974)
- Parry, J.H. The Spanish Theory of Empire in the Sixteenth Century (1974)
- Stein, Barbara H., and Stanley J. Stein.  Crisis in an Atlantic Empire: Spain and New Spain, 1808-1810 (Johns Hopkins University Press; 2014) 808 pages.
- Leibsohn, Dana, and Barbara E. Mundy, Vistas: Visual Culture in Spanish America, 1520-1820. http://www.fordham.edu/vistas, 2015.

## 外部連結
- MEXICO'S COLONIAL ERA—PART I: The Settlement of New Spain （页面存档备份，存于） at mexconnect.com
- Index to the DeWitt Colony Region under New Spain （页面存档备份，存于） at Texas A&M University
- 1492 – Middle America （页面存档备份，存于） at ibiblio.org the public's library and digital archive
- Encyclopedia Britannica : Hispanic Heritage in The Americas （页面存档备份，存于）